# James Worthy
James Ager Worthy (Gastonia, Sjeverna Karolina, SAD, 27. veljače 1961.) je bivši američki košarkaš.
Studirao je na sveučilištu Sjevernoj Karolini, za čiju je momčad igrao. Los Angeles Lakersi su ga 1982. na draftu izabrali u 1. krugu. Bio je prvi izabrani igrač te godine.

## Vanjske poveznice
- NBA.com